# ノースハーバー (NPC)
ノース ハーバー（North Harbour）は、ニュージーランドのアルバニーを拠点とするラグビーユニオンおよびその代表チームであり、ナショナル・プロヴィンシャル・チャンピオンシップ（NPC、ニュージーランド州代表選手権）に出場している。

## 概要
1985年に設立された。ホームグラウンドは、アルバニーにあるノースハーバー・スタジアム。1997年に完成した。収容人数が25,000人と大きく、ラグビーワールドカップ2011では4試合が行われた。
スーパーラグビーに出場するブルーズのフランチャイズとして、オークランド、ノースランドと共に所属している。
ランファーリー・シールドでは、2006年9月24日から4連勝した。
チームカラーは、白、黒、濃い赤色（カーディナルレッド）。